# Receptor 5-HT2A
5HT-2A é um tipo de receptor que pertence à família de receptores de serotonina e é um membro da família de receptores acoplados às proteínas G (GPCR).  5HT2A está envolvido na contração do músculo liso traqueal, broncoconstrição e no controle da produção de aldosterona entre outras funções fisiológicas.  O receptor também é necessário para a propagação do vírus do polioma humano chamado vírus JC.  5HT2A é amplamente expresso em todo o sistema nervoso central (SNC) e em várias partes do corpo de Mamíferos.  É expressa perto da maioria das áreas ricas em serotonina, incluindo Neocórtex e tubérculo olfatório.  O aumento da estimulação dos receptores 5HT2A parece opor-se às ações terapêuticas de aumento da estimulação de outros receptores de serotonina em tratamentos antidepressivos e ansiolíticos.

## Antagonistas
- Nefazodona (não seletivo) antidepressivo
- Mirtazapina (não seletivo) antidepressivo
- Ritanserina (não seletivo) produto para pesquisa
- Olanzapina (não seletivo) antipsicótico
- Risperidona (seletivo em baixa dose) antipsicótico
- Pimavanserina (seletivo) antiparkinsoniano/antipsicótico
- Existem muitos outros, como, amitriptilina, trazodona, maprotilina; etc. (todos não seletivos).[2]